# Mîrne, Vîșcevesele
Mîrne (în ucraineană Мирне) este un sat în comuna Vîșcevesele din raionul Velîka Pîsarivka, regiunea Sumî, Ucraina.

## Demografie
Componența lingvistică a localității Mîrne
     Ucraineană (84,52%)
     Rusă (14,84%)
     Alte limbi (0,65%)
Conform recensământului din 2001, majoritatea populației localității Mîrne era vorbitoare de ucraineană (84,52%), existând în minoritate și vorbitori de rusă (14,84%).